# NGC 2207とIC 2163
NGC 2207とIC 2163(NGC 2207 and IC 2163)は、2つの渦巻銀河からなる相互作用銀河である。おおいぬ座の方角に地球から約1億2000万光年離れた位置にある。どちらの銀河も1835年にジョン・ハーシェルによって発見された。それまで、NGC 2207で3つの超新星（SN 1975A、SN 1999ec、SN 2003H）が発見されていた。NGC 2207は、IC 2163の潮汐作用による分裂の渦中にある。
1999年11月、ハッブル宇宙望遠鏡がこれらの銀河を観測した。
2006年4月、スピッツァー宇宙望遠鏡がこれらの銀河を観測した（以下の写真）。

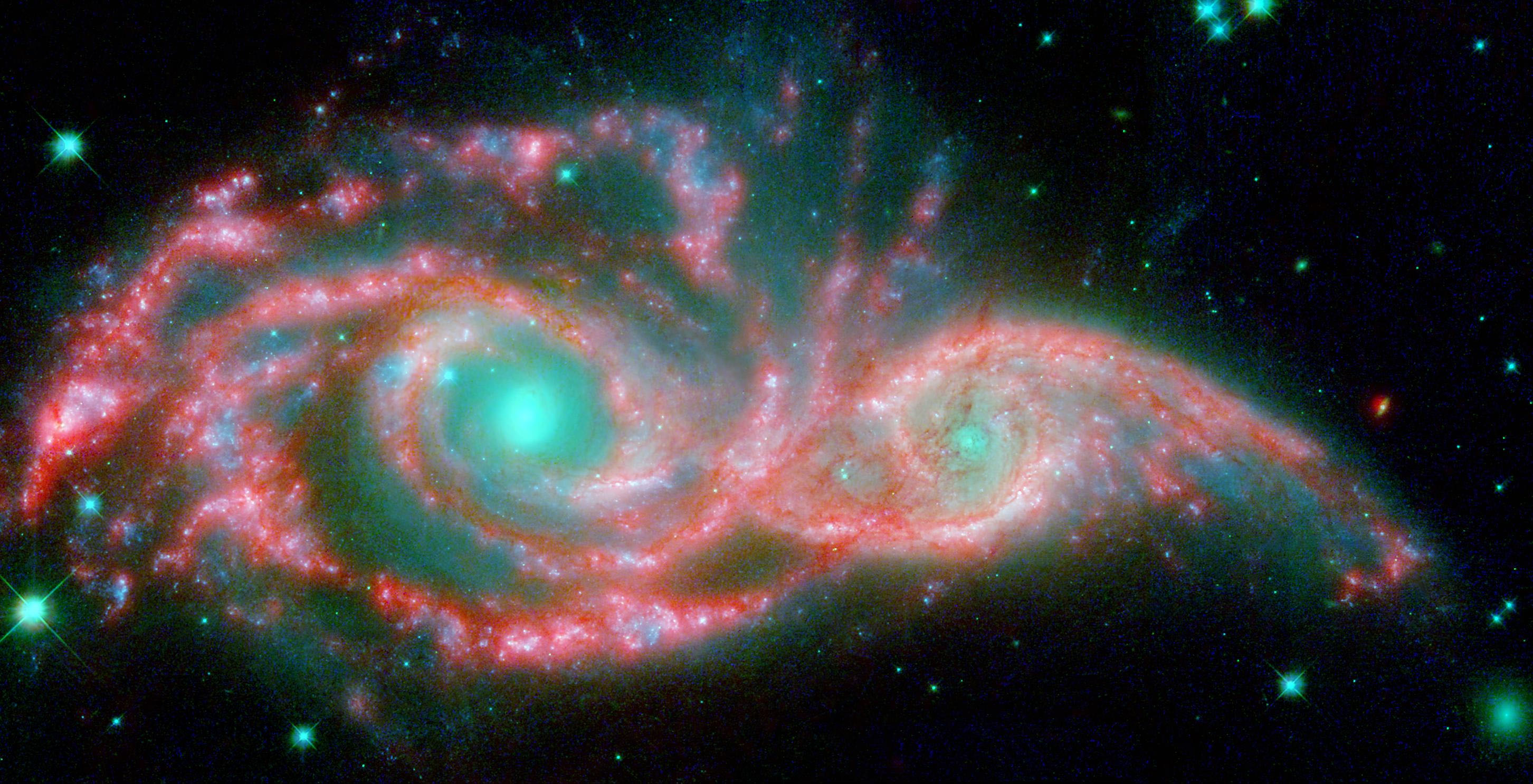
スピッツァー宇宙望遠鏡によるNGC 2207とIC 2163の赤外線画像。Credit: NASA/JPL

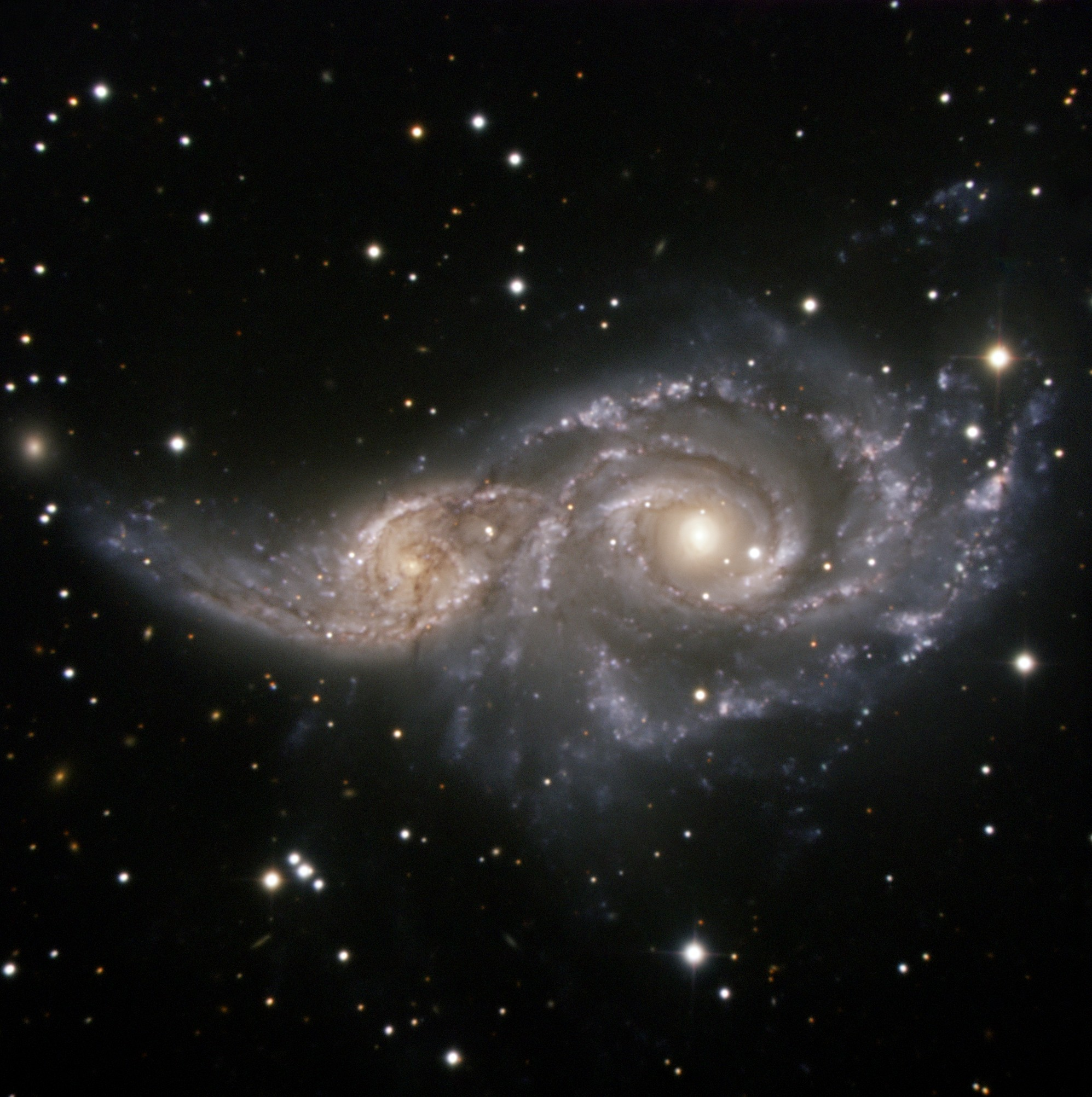
ヨーロッパ南天天文台によるNGC 2207とIC 2163の画像

## 合体銀河
NGC 2207は、IC 2163との衝突、合体の渦中にある。しかし、触角銀河やマウス銀河のようにはならず、2つの銀河はまだ分離して観測される。これらはまだ、衝突、合体の最初の段階にある。2つの銀河は今後すぐに衝突し、恐らくマウス銀河に似た形態になる。今後約10億年以内に、両銀河は合体し、1つの楕円銀河になると考えられている。